# Feu Toupinel
Pour plus de détails, voir Fiche technique et Distribution.
Feu Toupinel est un film français réalisé par Roger Capellani, sorti en 1934.

## Fiche technique
- Titre : Feu Toupinel
- Réalisation : Roger Capellani
- Scénario : Georges Dolley, d'après la pièce d'Alexandre Bisson et Albert Carré
- Photographie : Julien Ringel
- Décors : Robert Bassi
- Son : Jean Dubuis
- Musique : Georges Van Parys
- Société de production : SFU (Société universelle de films)
- Pays d'origine :  France
- Genre : Comédie
- Durée : 86 minutes
- Date de sortie : 
  - France : 9 mars 1934

## Distribution
- Pierre Etchepare : Mathieu
- Colette Darfeuil : Angèlz
- Mauricet : Duperron
- Simone Deguyse : Valentine
- Alice Tissot : la nourrice
- Georges Morton : François
- Henri Vilbert : Valaury
- Marcel Barencey : le concierge
- Anthony Gildès : le notaire
- Alex Bernard : le propriétaire
- Raymonde Duchan : Rosalie
- Maurice Bringo : Justin
- Louise Pager : la cuisinière
- Jane de Carol
- Émile Saint-Ober : le locataire grincheux